# Bundesstrasse 501

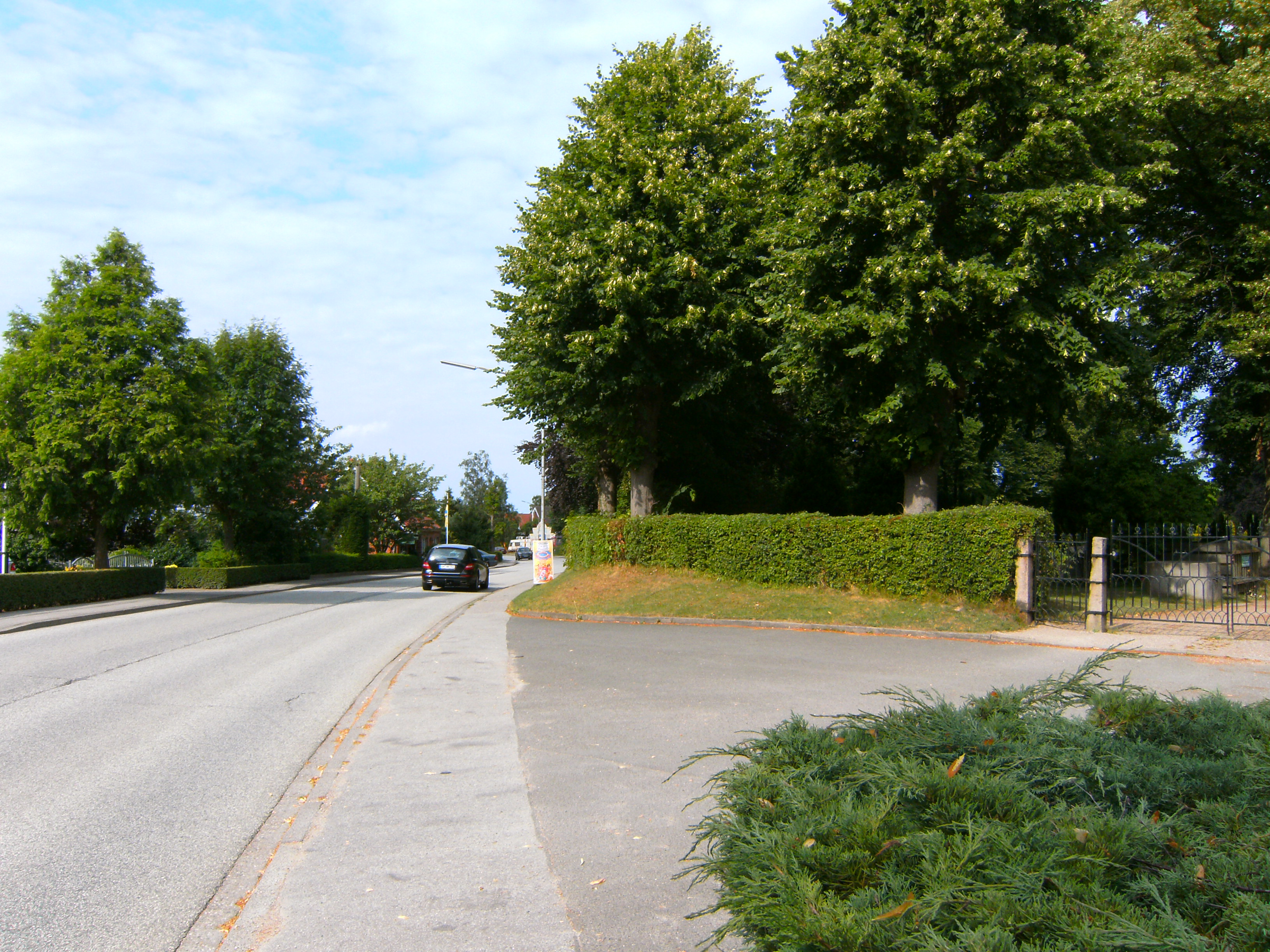
B501 i Grube (Holstein)

Bundesstraße 501 (förkortning: B501) är en förbundsväg i Schleswig-Holstein i norra Tyskland.

## Överblick
- Längd: 39,1 km
- Börjar: Heiligenhafen
- Slutar: Neustadt in Holstein

## Sträckning
- Heiligenhafen (0,0 km)
- Neukirchen (4,7 km)
- Grube (16,4 km)
- Grömitz (28,8 km)
- Trafikplats Neustadt-Nord (38,7 km)

## Historia/Sträckning
Vägen klassificerades som förbundsväg på 1970-talet. Den ansluter i norr till B207 och i söder till motorvägen A1.

## Trafikplatser
|  | Nummer | Skyltning                        | Distrikt/Stad     | Förbundsland       |
|  | ------ | -------------------------------- | ----------------- | ------------------ |
|  |        | Heiligenhafen                    | Kreis Ostholstein | Schleswig-Holstein |
|  |        | Neukirchen                       | Kreis Ostholstein | Schleswig-Holstein |
|  |        | Grube                            | Kreis Ostholstein | Schleswig-Holstein |
|  |        | Schashagen                       | Kreis Ostholstein | Schleswig-Holstein |
|  |        | Grömitz                          | Kreis Ostholstein | Schleswig-Holstein |
|  | 13     | Neustadt in Holstein-Pelzerhaken | Kreis Ostholstein | Schleswig-Holstein |